# Корейский перешеек
Коре́йский переше́ек — северная, суженная до 160 км часть Корейского полуострова между Западно-Корейским и Восточно-Корейским заливами. Прослеживается на территории КНДР по линии, соединяющей города Нампхо и Вонсан.
Рельеф района разнообразен: прибрежные равнины (на западе), пояс холмов, лесистый хребет Пуктэбон высотой до 1833 м, расчленённые крутосклонными ущельями (в центре). Вершины отдельных горных массивов ровные, почти горизонтальные, нередки развалины древних оборонительных сооружений. На востоке находится Вонсанская равнина.